# Curtindo uma Viagem
Curtindo Uma Viagem foi um programa de televisão brasileiro do gênero game show, apresentado por Celso Portiolli, exibido entre 1 de julho de 2001 e 29 de setembro de 2002 no SBT, voltado ao público jovem. A partir de 6 de outubro de 2002, foram apresentadas reprises dos programas. Posteriormente, o programa voltou ao ar com o nome Curtindo com Reais, substituindo o prêmio de uma viagem para uma remuneração pecuniária, entretanto foi extinto. O programa atualmente está disponível na plataforma de streaming +SBT. 

## Sobre o programa
A atração consistia em uma disputa de duas equipes, uma do gênero masculino, denominada de "5 Amigos", e outra do gênero feminino, denominada de "5 Amigas". O programa contava com provas internas e externas, sendo que as externas eram denominadas de "Operação Coragem", onde os participantes tinham que vencer o medo, em provas como uma realizada em cima de um caminhão em movimento ou bungee jump. O(a) capitão(a) do time escolhia um dos amigos(as) para realizar as provas. Quem perdesse, ia para a "geladeira" e ficava fora da disputa, não podendo realizar outras provas. A equipe que perdesse a primeira fase teria que realizar o desafio da semana, onde o capitão ou a capitã da equipe tinha que realizar uma tarefa totalmente fora de seu cotidiano no palco. Caso a exibição do(a) capitão(a) convencesse, a equipe adversária também iria para a prova da corda. Caso fracassasse no desafio, apenas a equipe perdedora da primeira fase passava pelo drama da prova da corda, onde quanto mais segundos os membros da equipe pulassem, menor era a punição de segundos que levariam até a gincana final. Na gincana final, era uma sequência de provas que deviam ser realizadas em menor tempo possível, com destaque para as temidas 'Prova do Cadeado' e 'Prova da Agulha', que já decidiram vários programas.

## Horário de exibição
Inicialmente, foi exibido nos domingos às 2 da tarde. Depois, começou a ser exibido aos sábados, às 18 horas, entre 1 de setembro e 29 de dezembro de 2001. Voltou ao seu horário original a partir de 6 de janeiro de 2002, onde permaneceu até sua última exibição.

## Outras Mídias
Foi disponibilizado na íntegra no streaming +SBT no dia 19 de agosto de 2024, como um dos primeiros programas na plataforma.

## Algumas provas
- Cadeado: Uma das provas mais temidas do programa. O participante usava um molho de chaves e tinha que abrir 5 cadeados, soltando os balões presos neles. Havia um molho para cada cadeado.
- Agulhas: Outra prova temida. O participante, vendado, tinha que atravessar 5 agulhas com uma linha de costura. Em cada agulha, uma luz era acesa
- Algema: A pessoa tem seu pulso preso por uma algema a uma rede de condutos metálicos, devendo transportar a algema do início ao fim do circuito. É necessário em algumas momentos se livrar de obstáculos no caminho. Vence o competidor que percorrer o circuito no menor tempo. A prova teve uma variante feito em uma piscina, onde parte do circuito é parcialmente submerso e o participante deve prender o fôlego para que consiga completar o trajeto submerso.
- Boliche: Um membro de cada equipe participava. Eles tinham que derrubar apenas 1 pino com uma bola de boliche. Quem acertasse mais, ganhava.
- Operação Coragem: Prova externa em que os participantes realizam provas desafiadoras.
- Colmeia: Uma bolinha ia descendo por uma canaleta, enquanto o participante tinha que montar um caminho com sete peças hexagonais (daí o nome colmeia), que leva a bolinha até um balde, antes da bolinha chegar.
- Reflexos ou Chuva de bolinhas: O participante tinha que pegar várias bolinhas que iam caindo dos canos. Elas caíam rapidamente e exigiam bastante reflexo.
- Jogo da mentira ou Jogo do blefe: Um membro de cada equipe tinha um dado e uma cúpula, de modo que um não via o dado do outro. O participante tirava um número e dizia ao adversário. O adversário tinha que dizer se estava mentindo ou dizendo a verdade.
- Caminho com buracos: Um membro de cada equipe precisava atravessar um caminho formado por quadrados coloridos. Uma vez de cada, o participante tinha que pular. Caso ficasse firme, parava. Caso o quadrado "afundasse", era obrigado a voltar ao começo da prova.
- Pisca-pisca: Outra prova que exigia reflexos. O participante ficava em frente a um painel com várias luzes. Quando uma luz acendia, ele batia para que ela apagasse. Em seguida, outra luz, em outra parte do painel, acendia. O objetivo era apagar 15 luzes o mais rápido possível.
- Escalada: O participante escalava uma esteira, porém, quanto mais o tempo passava, mais a esteira inclinava. O objetivo era ficar o maior tempo possível sem cair.
- Pêndulo: O participante ficava em uma espécie de "gaiola", onde tinha que balançar, usando apenas a força física. O objetivo era girar 360 graus. Muitos participantes não conseguiam girar a gaiola.
- Passarela do S: O participante tinha que completar a passagem em uma passarela com 30 m de altura e 50 de comprimento; aquele que completasse em menos tempo ganharia 25 pontos para a gincana.
- Labirinto: Uma bolinha ficava em um labirinto, dentro de uma mesa. O participante subia na mesa, e "surfava", movimentando a bolinha. O objetivo era fazer a bolinha atravessar o labirinto e cair em um buraco.
- Simulador de esqui na neve (Alpine Racer 2): Durante o jogo, o participante tinha que atravessar entre os pórticos do jogo, marcando pontos. Ao final do tempo, caso o mesmo se esgotasse ou se o participante chegasse ao final, o número de pórticos atravessados seria a pontuação final.
- Lasers: Uma prova realizada com menos frequência no programa. O participante deveria completar um trajeto repleto de lasers fixos, ao qual deveria se esquivar. Caso encostasse, deveria recomeçar o trajeto. O objetivo era completar o caminho no menor tempo possível sem esbarrar nos lasers.
- Túnel de cordas: O participante deveria percorrer o trajeto de um túnel, repleto de cordas emaranhadas. O objetivo era percorrer o caminho no menor tempo. A dificuldade da prova estava em percorrer o trajeto sem se enredar nas cordas, visto que quanto mais o participante realizava movimentos deliberados mais difícil era de se livrar das mesmas.
- Choque: Popularmente conhecida como "Nervos de Aço", era uma prova onde o participante tinha que atravessar um anel por uma estrutura metálica sem encostar. Prova bem semelhante a essa, atualmente faz parte da gincana final do Passa ou Repassa, dentro do programa Domingo Legal.
- Figuras geométricas: Nessa prova, o participante deveria preencher um recipiente ou um conjunto de grades com as mais variadas figuras geométricas. O objetivo da prova era encaixar todas as figuras geométricas disponibilizadas no espaço destinado, sem ultrapassar uma marcação pré-definida.
- Corda: Em um minuto, o time tinha que pular uma corda mecânica, cuja velocidade variava. Caso um membro do time errasse, acabava. O tempo restante era a penalidade para a maratona final.

O programa também foi reprisado em meados de 2003, às 22h30 de sábado. No mesmo ano, foram transmitidos dois programa especiais dentro do Teleton, onde houve a competição entre o elenco do SBT contra o da Rede Record e também Rouge & Patrícia Coelho contra KLB & Vavá, ambos em prol da AACD. 
Parte dos desafios como a prova do cadeado, agulha, caminho, algema, túnel de cordas, choque ou nervos de aço e a turbina de vento foram reaproveitados no Passa ou Repassa em sua fase no Domingo Legal, mas em novos formatos.

## Programas relacionados
- Passa ou Repassa
- Curtindo com Reais
- O Último Passageiro
- A Melhor Viagem
- Ponto a Ponto
- Zig Zag Arena